# André Guy (auteur)
Pour les articles homonymes, voir André Guy (homonymie) et Guy.
André Guy, né le 23 novembre 1913 à Montluçon (Allier), décédé le 18 mai 2008 à Saint-Angel, est un magistrat et auteur régionaliste français.
Magistrat de profession, il a beaucoup écrit sur le Bourbonnais et Montluçon. Il devint secrétaire de la Société des Amis de Montluçon en 1948, puis président de 1950 à 1994. Jean Marty lui succède.

## Biographie
En 2005, André Guy a reçu la médaille de la ville de Montluçon. À cette occasion a été rédigée une petite biographie :

« Né le 23 novembre 1913 rue Lakanal à Montluçon, André Guy fait son droit à Poitiers et devient avocat. Emprisonné de 1942 à 1945, il passe à la libération le concours de la Magistrature et franchit les échelons de l'organisation judiciaire : juge suppléant, substitut du procureur, juge pour enfants, président du tribunal de Montluçon et président de chambre, achevant sa carrière à Bourges en 1979. Grand amateur d'histoire locale et de paléographie, passionné d'ouvrages anciens, André Guy fut bibliothécaire de la Société d'émulation du Bourbonnais, président des amis des Arts, de la Fédération des sociétés savantes du Centre et des Amis de la forêt de Tronçais. Aujourd'hui président honoraire de l'association des Amis de Montluçon dont il est membre depuis 1930, il passe, grâce à ses nombreux articles et ouvrages régionalistes, pour l'un des plus fins connaisseurs de l'histoire du Bourbonnais en général et de Montluçon en particulier. »

— Mairie de Montluçon, biographie page 8
 C'est dans cette ville qu'il est décédé le 18 mai 2008.
Ses papiers et ses collections sont conservés au château de Bien-Assis, à Montluçon, siège de la Société des Amis de Montluçon.

## Hommages
- André Guy a reçu la grande médaille d'honneur du département de l'Allier le 5 mars 1994[5].
- Le no 45 (1994) du Bulletin des Amis de Montluçon est un volume de Mélanges offerts à M. André Guy.
- André Guy a été l’invité  de l’émission « Les Contes de la mémoire» sur FR3 Auvergne radio . 60 minutes en 10 épisodes diffusés en Janvier 1980 .Archives INA

## Distinctions
- Chevalier de la Légion d'honneur[6] (9 avril 1968[7]).
- Officier dans l'ordre national du Mérite[6].
- Officier des Palmes académiques[6].
- Chevalier des Arts et des Lettres[6].

## Lieux de résidence
- Montluçon
- Toulx-Sainte-Croix (Creuse)

## Publications
- L'ancienne paroisse et la chapelle de Sainte-Radegonde (Budelière, Creuse), Montluçon, 1939.
- La cathédrale de Moulins, préface d'Émile Mâle, Moulins, 1950.
- Le triptyque du maître de Moulins et le trésor de la cathédrale, Moulins, 1950.
- Les boiseries du château de Vignoux, commune de Domérat, Moulins, 1950.
- L'église de Saint-Désiré, Moulins, Crépin-Leblond, 1951.
- Toulx-Sainte-Croix et son église, Limoges, 1957 ; 2e éd., Montluçon, 1987.
- Les fresques de la chapelle de la commanderie de Lavaufranche (Creuse), Guéret, Lecante, 1960.
- Les boiseries du Moûtier d'Ahun, Lyon, 1965.

## Pour approfondir